# Carol Cheng
Carol Cheng, de son vrai nom Cheng Yu-ling (鄭裕玲, née le 9 septembre 1957), couramment surnommée Do Do, est une actrice et animatrice de télévision hongkongaise qui a remporté de nombreux prix pour ses rôles au cinéma et à la télévision. Récemment, elle s'est retirée du métier d'actrice mais continue d'animer des émissions.
Elle présente Weakest Link (en), la version hongkongaise du Maillon faible, de 2001 à 2002.

## Filmographie
- The Return of the Condor Heroes (1976)
- Sister Cupid (1987)
- Women Prison (1988)
- The Crazy Companies 2 (1988)
- The Eighth Happiness (1988)
- Tiger Cage (1988)
- The Yuppie Fantasia (1989)
- Perfect Match (1989)
- Heart into Hearts (1990)
- Brief Encounter in Shinjuku (1990)
- Promising Miss Bowie (1990)
- Tiger Cage 2 (1990)
- BB 30 (1990)
- To Catch a Thief (1991)
- Top Bet (1991)
- Slickers vs. Killers (1991)
- Queen of Gamble (1991)
- Her Fatal Ways (1991)
- Opération Condor (1991)
- Her Fatal Ways 2 (1991)
- The Banquet (1991)
- Once a Black Sheep (1992)
- Second to None (1992)
- Neverending Summer (1992)
- Now You See Love, Now You Don't (1992)
- Heart Against Hearts (1992)
- She Starts the Fire (1992)
- Her Fatal Ways 3 (1993)
- Once Upon a Time a Hero in China 2 (1993)
- Murder (1993)
- Holy Weapon (1993)
- It's a Wonderful Life (1994)
- Her Fatal Ways 4 (1994)
- My Rice Noodle Shop (1998)
- Frugal Game (2002)